# Iman de Jordania
Iman de Jordania (en árabe: إيمان بنت عبدالله‎) (Amán, 27 de septiembre de 1996) es una princesa de Jordania. Es hija de los reyes Abdalá II y Rania de Jordania.

## Primeros años
Nacida en Amán en el Centro médico rey Hussein el 27 de septiembre de 1996, es hija del rey Abdalá y de la reina Rania. La princesa Iman es miembro de la familia hachemita. Pertenece a la 42.ª generación descendente de Mahoma. Su abuelo paterno era el rey Huséin I de Jordania y su abuela era la segunda esposa de Husein, la princesa Muna, nacida en Inglaterra. Iman tiene un hermano mayor, el príncipe heredero Hussein y dos hermanos menores, la princesa Salma y el príncipe Hashem.

## Otros datos
El 19 de junio de 2010, Iman acompañó a sus padres a la boda de Victoria de Suecia y Daniel de Suecia. La princesa también ha acompañado a sus padres a visitas al Reino Unido, Francia, Italia, China y Japón.
Su primera sobrina, hija de su hermano Hussein, lleva su nombre en su honor.

## Estudios
La princesa Iman estudió en la Academia Internacional de Amán (AAI) con su prima paterna, Muna Juma. El 4 de junio de 2014, se diplomó en el AAI y recibió el primer premio de atletismo femenino en su clasificación. Actualmente es ayudante en la Universidad de Georgetown en Washington DC, la misma universidad donde estudió su hermano el príncipe heredero Hussein.

## Matrimonio y descendencia
La princesa Iman y el venezolano, Jameel Aléxandros Thermiótis (nacido el 28 de abril de 1994 en Caracas); se comprometieron el 6 de julio de 2022, ante la presencia de sus padres los reyes, los príncipes y hermanos de la novia y la familia del novio.
Jameel Dimítrios Aléxandros Thermiótis Hernández, es el mayor de los tres hijos de los venezolanos: Geórgios Aléxandros Thermiótis Filesari (1961)  y María Corina Hernández Pérez (1965). Jameel, es un hombre de negocios de ascendencia griega; que actualmente es socio gerente en Venture Capital Fund en Nueva York y otras empresas. Su abuelo paterno, Jimmy Thermiótis (1922-2018); oriundo de Andros, fue uno de los griegos más ricos de Venezuela; siendo el responsable de la franquicia en ese país, de la casa Christian Dior.
La boda se celebró el 12 de marzo de 2023, en el Palacio Beit al-Urdun en Dabouq; Amán, residencia de los reyes. El 24 de enero de 2025, la reina Rania anunció el embarazo de su hija. El 16 de febrero de 2025, dio a luz a una niña; que tiene por nombre Amina Thermiótis, nacida en el Hospital Hashem bin Abdullah II en Áqaba, Jordania.

## Títulos y tratamientos
| ● 27 de septiembre de 1996-presente: | Su alteza real la princesa Iman de Jordania |

## Ancestros
|  |                               |  |  |  |  |  |  |  |  |  |  |  |  |  |  |  |
|  | 16. Abdal·lah I de Jordania   |  |  |  |  |  |  |  |  |  |  |  |  |  |  |  |
|  |                               |  |  |  |  |  |  |  |  |  |  |  |  |  |  |  |
|  |                               |  |  |  |  |  |  |  |  |  |  |  |  |  |  |  |
|  | 8. Talal de Jordania          |  |  |  |  |  |  |  |  |  |  |  |  |  |  |  |
|  |                               |  |  |  |  |  |  |  |  |  |  |  |  |  |  |  |
|  |                               |  |  |  |  |  |  |  |  |  |  |  |  |  |  |  |
|  | 17. Musbah bint Náser         |  |  |  |  |  |  |  |  |  |  |  |  |  |  |  |
|  |                               |  |  |  |  |  |  |  |  |  |  |  |  |  |  |  |
|  |                               |  |  |  |  |  |  |  |  |  |  |  |  |  |  |  |
|  | 4. Huséin I de Jordania       |  |  |  |  |  |  |  |  |  |  |  |  |  |  |  |
|  |                               |  |  |  |  |  |  |  |  |  |  |  |  |  |  |  |
|  |                               |  |  |  |  |  |  |  |  |  |  |  |  |  |  |  |
|  | 18. Jamal 'Ali bin Náser      |  |  |  |  |  |  |  |  |  |  |  |  |  |  |  |
|  |                               |  |  |  |  |  |  |  |  |  |  |  |  |  |  |  |
|  |                               |  |  |  |  |  |  |  |  |  |  |  |  |  |  |  |
|  | 9. Zein al-Sharaf Talal       |  |  |  |  |  |  |  |  |  |  |  |  |  |  |  |
|  |                               |  |  |  |  |  |  |  |  |  |  |  |  |  |  |  |
|  |                               |  |  |  |  |  |  |  |  |  |  |  |  |  |  |  |
|  | 19. Wijdan Shakir Pasha       |  |  |  |  |  |  |  |  |  |  |  |  |  |  |  |
|  |                               |  |  |  |  |  |  |  |  |  |  |  |  |  |  |  |
|  |                               |  |  |  |  |  |  |  |  |  |  |  |  |  |  |  |
|  | 2. Abd Al·lah II de Jordania  |  |  |  |  |  |  |  |  |  |  |  |  |  |  |  |
|  |                               |  |  |  |  |  |  |  |  |  |  |  |  |  |  |  |
|  |                               |  |  |  |  |  |  |  |  |  |  |  |  |  |  |  |
|  | 20. Arthur Gardiner           |  |  |  |  |  |  |  |  |  |  |  |  |  |  |  |
|  |                               |  |  |  |  |  |  |  |  |  |  |  |  |  |  |  |
|  |                               |  |  |  |  |  |  |  |  |  |  |  |  |  |  |  |
|  | 10. Walter Percy Gardiner     |  |  |  |  |  |  |  |  |  |  |  |  |  |  |  |
|  |                               |  |  |  |  |  |  |  |  |  |  |  |  |  |  |  |
|  |                               |  |  |  |  |  |  |  |  |  |  |  |  |  |  |  |
|  | 21. Mabel Jane Tovell         |  |  |  |  |  |  |  |  |  |  |  |  |  |  |  |
|  |                               |  |  |  |  |  |  |  |  |  |  |  |  |  |  |  |
|  |                               |  |  |  |  |  |  |  |  |  |  |  |  |  |  |  |
|  | 5. Antoinette Avril Gardiner  |  |  |  |  |  |  |  |  |  |  |  |  |  |  |  |
|  |                               |  |  |  |  |  |  |  |  |  |  |  |  |  |  |  |
|  |                               |  |  |  |  |  |  |  |  |  |  |  |  |  |  |  |
|  | 22. Arthur Sutton             |  |  |  |  |  |  |  |  |  |  |  |  |  |  |  |
|  |                               |  |  |  |  |  |  |  |  |  |  |  |  |  |  |  |
|  |                               |  |  |  |  |  |  |  |  |  |  |  |  |  |  |  |
|  | 11. Doris Elizabeth Sutton    |  |  |  |  |  |  |  |  |  |  |  |  |  |  |  |
|  |                               |  |  |  |  |  |  |  |  |  |  |  |  |  |  |  |
|  |                               |  |  |  |  |  |  |  |  |  |  |  |  |  |  |  |
|  | 23. Dora Elizabeth Alderton   |  |  |  |  |  |  |  |  |  |  |  |  |  |  |  |
|  |                               |  |  |  |  |  |  |  |  |  |  |  |  |  |  |  |
|  |                               |  |  |  |  |  |  |  |  |  |  |  |  |  |  |  |
|  | 1. Princesa Imán de Jordania  |  |  |  |  |  |  |  |  |  |  |  |  |  |  |  |
|  |                               |  |  |  |  |  |  |  |  |  |  |  |  |  |  |  |
|  |                               |  |  |  |  |  |  |  |  |  |  |  |  |  |  |  |
|  | 6. Dr. Fáisal Sidqi Al Yassin |  |  |  |  |  |  |  |  |  |  |  |  |  |  |  |
|  |                               |  |  |  |  |  |  |  |  |  |  |  |  |  |  |  |
|  |                               |  |  |  |  |  |  |  |  |  |  |  |  |  |  |  |
|  | 3. Rania Al Yassin            |  |  |  |  |  |  |  |  |  |  |  |  |  |  |  |
|  |                               |  |  |  |  |  |  |  |  |  |  |  |  |  |  |  |
|  |                               |  |  |  |  |  |  |  |  |  |  |  |  |  |  |  |
|  | 28. Ibrahim Al Rasikh         |  |  |  |  |  |  |  |  |  |  |  |  |  |  |  |
|  |                               |  |  |  |  |  |  |  |  |  |  |  |  |  |  |  |
|  |                               |  |  |  |  |  |  |  |  |  |  |  |  |  |  |  |
|  | 14. Ali Al Rasikh             |  |  |  |  |  |  |  |  |  |  |  |  |  |  |  |
|  |                               |  |  |  |  |  |  |  |  |  |  |  |  |  |  |  |
|  |                               |  |  |  |  |  |  |  |  |  |  |  |  |  |  |  |
|  | 7. Ilham Al Rasikh            |  |  |  |  |  |  |  |  |  |  |  |  |  |  |  |
|  |                               |  |  |  |  |  |  |  |  |  |  |  |  |  |  |  |
|  |                               |  |  |  |  |  |  |  |  |  |  |  |  |  |  |  |